# HMS Nelson (csatahajó)

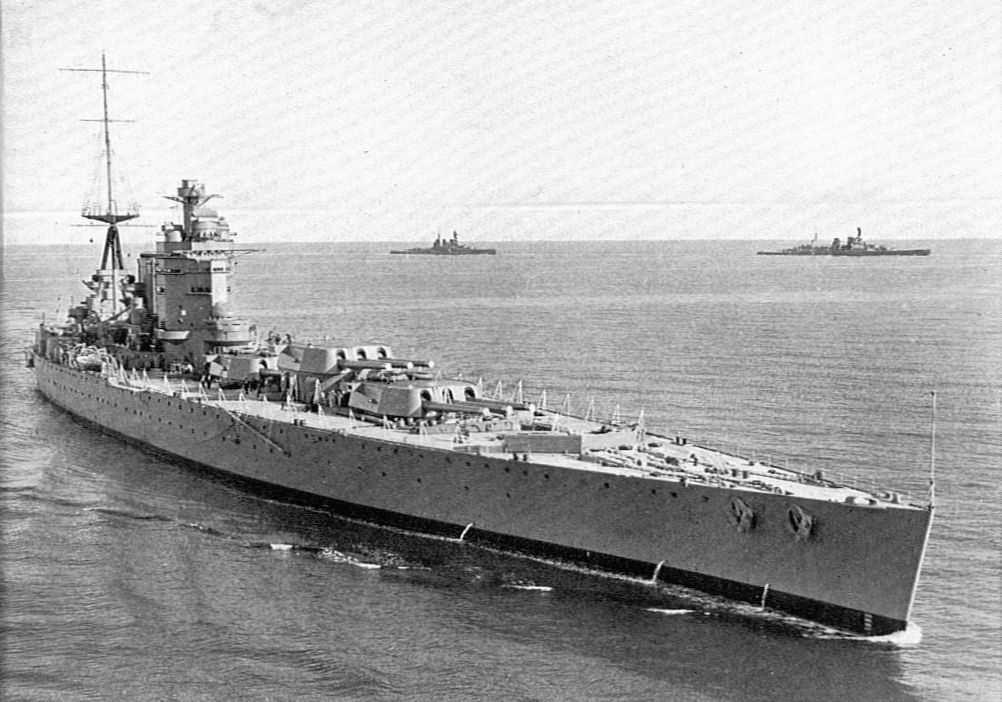
Az HMS Nelson szolgálatának elején. A két háttérben látható csatacirkáló közül a bal oldali az 1931-ben leselejtezett HMS Tiger, a jobb oldali pedig egy Renown osztályú egység, az HMS Renown, vagy az HMS Repulse.

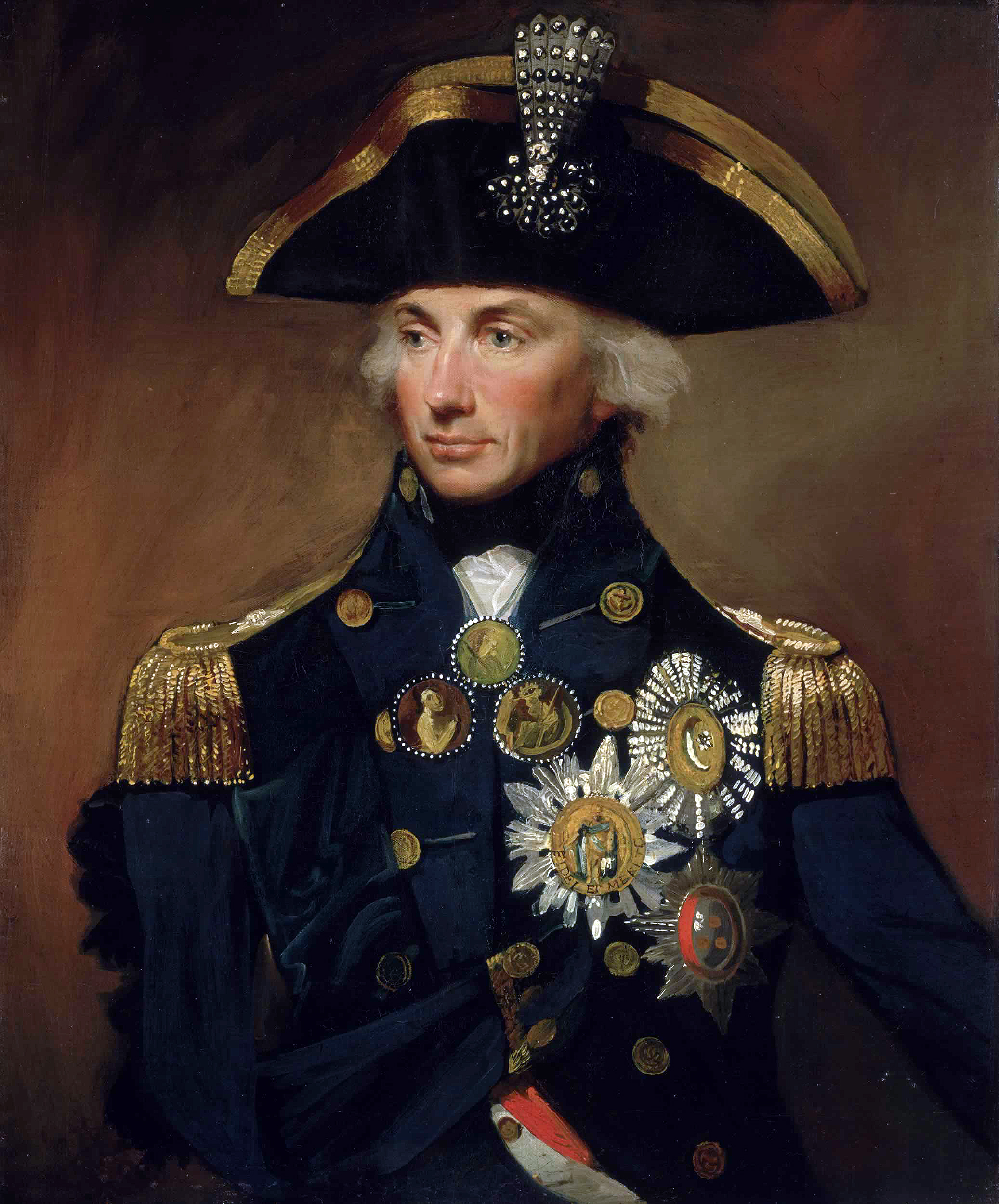
A csatahajó névadója, a legendás Horatio Nelson (1758-1805) admirális.

A HMS Nelson a Brit Királyi Haditengerészet egyik Nelson osztályú csatahajója volt. A hajót a két világháború között építették. A hajó a Nelson nevet a Trafalgari csatát megnyerő Horatio Nelson altengernagy tiszteletére kapta.

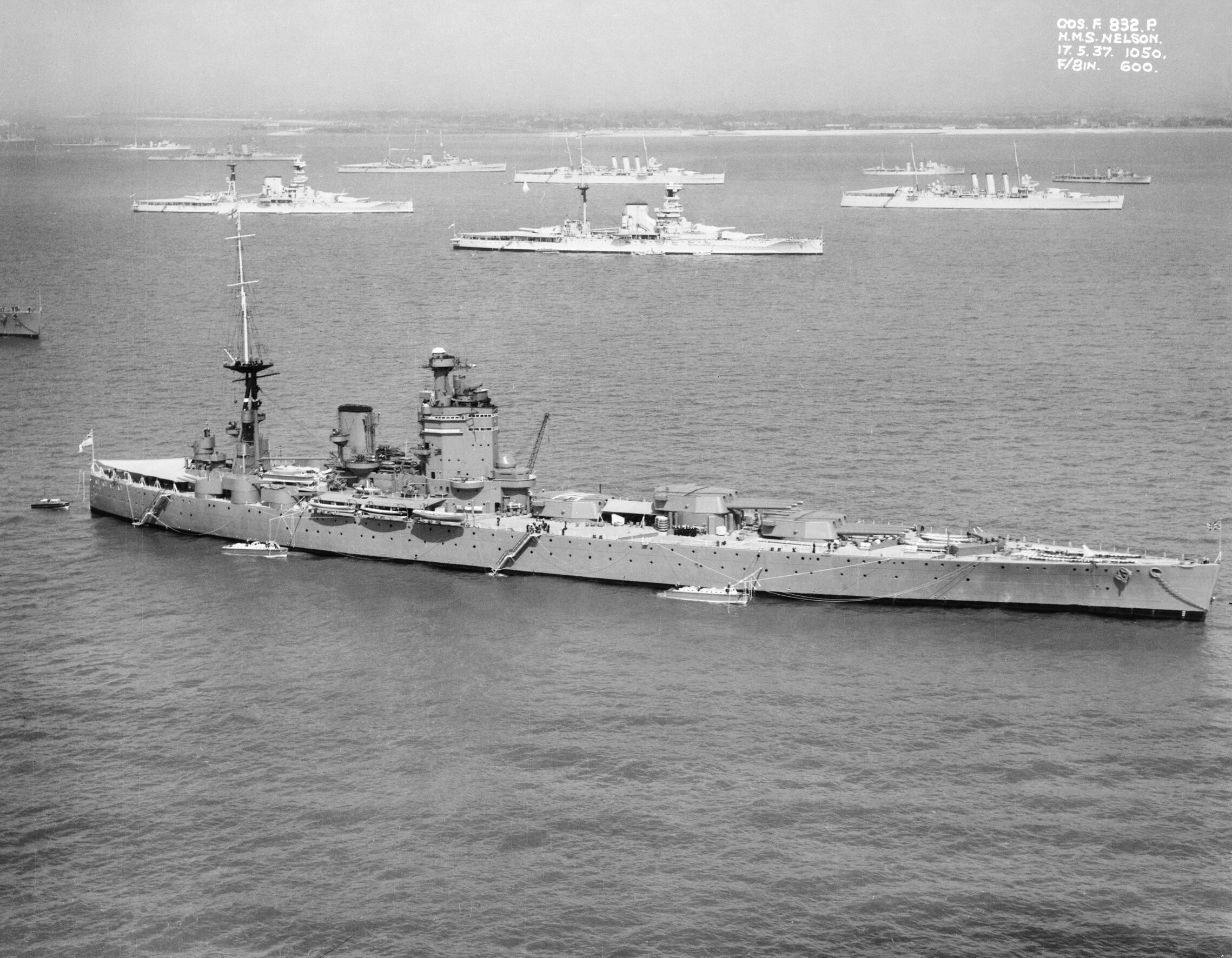
Az HMS Nelson csatahajó a Spithead-i flottaszemle alkalmával két Queen Elizabeth osztályú csatahajó, két County osztályú háromkéményes nehézcirkáló, valamint három könnyűcirkáló és torpedórombolók társaságában. A kép bal oldalán látható az HMS Rodney orrtőkéje. A Nelson és a Rodney sötétszürke színe mutatja, hogy a Home Fleet egységei, a többi világosszürke hajó pedig a Mediterranean Fleet kötelékébe tartozott.

A hajót az 1922-es Washingtoni Flottaegyezmény megkötései szerint építették, így vízkiszorítása nem haladta meg a 35 000 tonnát, valamint számos kompromisszumos megoldás figyelhető meg rajta. A hajó néhány vonást örökölt a G3 osztályú csatacirkálóktól, például azt, hogy a 406 mm-es ágyúk a hajó elején helyezkedtek el, így a kényes helyekre maximális vastagságú páncélzat kerülhetett. A tervezésnél legfontosabb szempontnak a páncélzatot és a tűzerőt tekintették, a sebességnek csak másodlagos jelentőséget tulajdonítottak. A három lövegtornyot A, B és X lövegtoronynak nevezték el. Az 1937-es Hófehérke és a hét törpe című rajzfilm megjelenése után minden ágyút elneveztek, így lett Vidor, Morgó, Hapci, Kuka, Szundi, Szende, Tudor (Happy, Grumpy, Sneezy, Dopey, Sleepy, Bashful, Doc), valamint a Mickey egér után Miki (Mickey) és Minnie nevű ágyú. A másodlagos fegyverzet baloldalt a P1, P2 és P3 lövegtornyokban, jobboldalt pedig az S1, S2 és S3 lövegtornyokban helyezkedett el. A 120 mm-es légvédelmi ágyúk a H1-től a H6-ig elnevezett lövegtornyokban foglaltak helyet, melyek közül a páros számúak a jobb, a páratlanok a bal oldalon voltak.

## Története

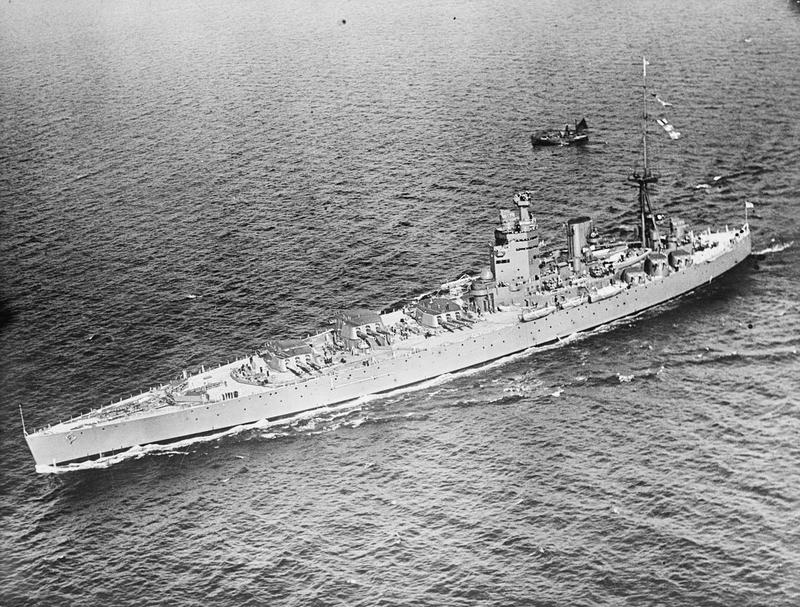
Az HMS Nelson brit csatahajó.

A Nelson építését 1922 decemberében kezdték az Armstrong-Whitworth newcastle-i hajógyárában. Vízrebocsátására 1925 szeptemberében, hadrendbe állítására 1927 augusztusában került sor. Novemberben csatlakozott a Cammell Laird által épített testvérhajójához, a Rodney-hoz. A Nelson építése több mint 7,5 millió brit fontba került, valamint számos elemet felhasználtak a korábban tervezett, de később visszamondott HMS Anson és Howe hajókról, melyek a HMS Hood testvérhajói lettek volna.
Vízrebocsátása után a Nelson lett a Honi Flotta zászlóshajója. 1931-ben a Nelson és testvérhajója a Rodney is részt vett az Invergordoni lázadásban. 1934. január 12-én a csatahajó zátonyra futott Portsmouth mellett, mikor a Honi Flottával a Karibi térségbe indultak.
Az 1930-as években a hajón apróbb módosításokat hajtottak végre. 1939 szeptemberében, mikor a második világháború kitört, a Nelson még mindig a Honi Flotta tagja volt. Szeptember 25. és szeptember 26. közt a Nelson kísérte a HMS Spearfish nevű tengeralattjáró megmentésére siető hajókat. A Nelsont októberben küldték először az Északi-tengerre, egy cirkálókból és rombolókból álló ellenséges kötelék ellen, de a német hajók mindegyike elkerülte a brit csatahajót. Október 30-án sikertelen támadást intézett az U-56 nevű német tengeralattjáró ellen az Orkney-szigeteknél. A támadás során 3 torpedó találta el a brit hajót de ezek közül egyik sem robbant fel. Később ismét részt vett német csatacirkálók üldözésében, de eredménytelenül. 1939 decemberében egy, az U-31 által elhelyezett tengeri aknára futott Skócia partjainál. Az eset után egy egészen 1940 augusztusáig tartó javításra szorult.
A Nelson javítása után a La Manche-csatornánál teljesített szolgálatot. 1941 áprilisa és júniusa közt az Atlanti-óceánon látott el konvojkísérő feladatokat. Május végén a csatahajó éppen a Sierra Leone-i Freetownban tartózkodott, mikor a parancsnokság Gibraltárba küldte, hogy részt vehessen a német Bismarck csatahajó üldözésében.
1941 júniusában, amikor a Nelson megérkezett Gibraltárhoz, a hajót hozzárendelték a Force H kötelékhez, mely a Földközi-tengeren látott el kísérő feladatokat. 1941. szeptember 27-én a hajót komolyan megrongálta az olasz légierő egyik torpedóbombázójának találata, aminek következtében visszatért Nagy-Britanniába, és 1942 májusáig javítás alatt állt. 1942 augusztusában visszatért a Force H-hoz, amelynek zászlóshajójává is vált. A Force H ekkor a Máltára igyekvő konvojok kíséretét látta el. 1942 novemberében részt vett az Algériában zajló Torch hadműveletben, 1943 júliusában pedig Szicília megszállásában. 1943 szeptemberében a salernói hadműveletekben is részt vett, a parti erődítmények ágyúzásával. Szeptember 29-én Eisenhower és Pietro Badoglio marsall a HMS Nelson fedélzetén írta alá az olasz fegyverletételt.

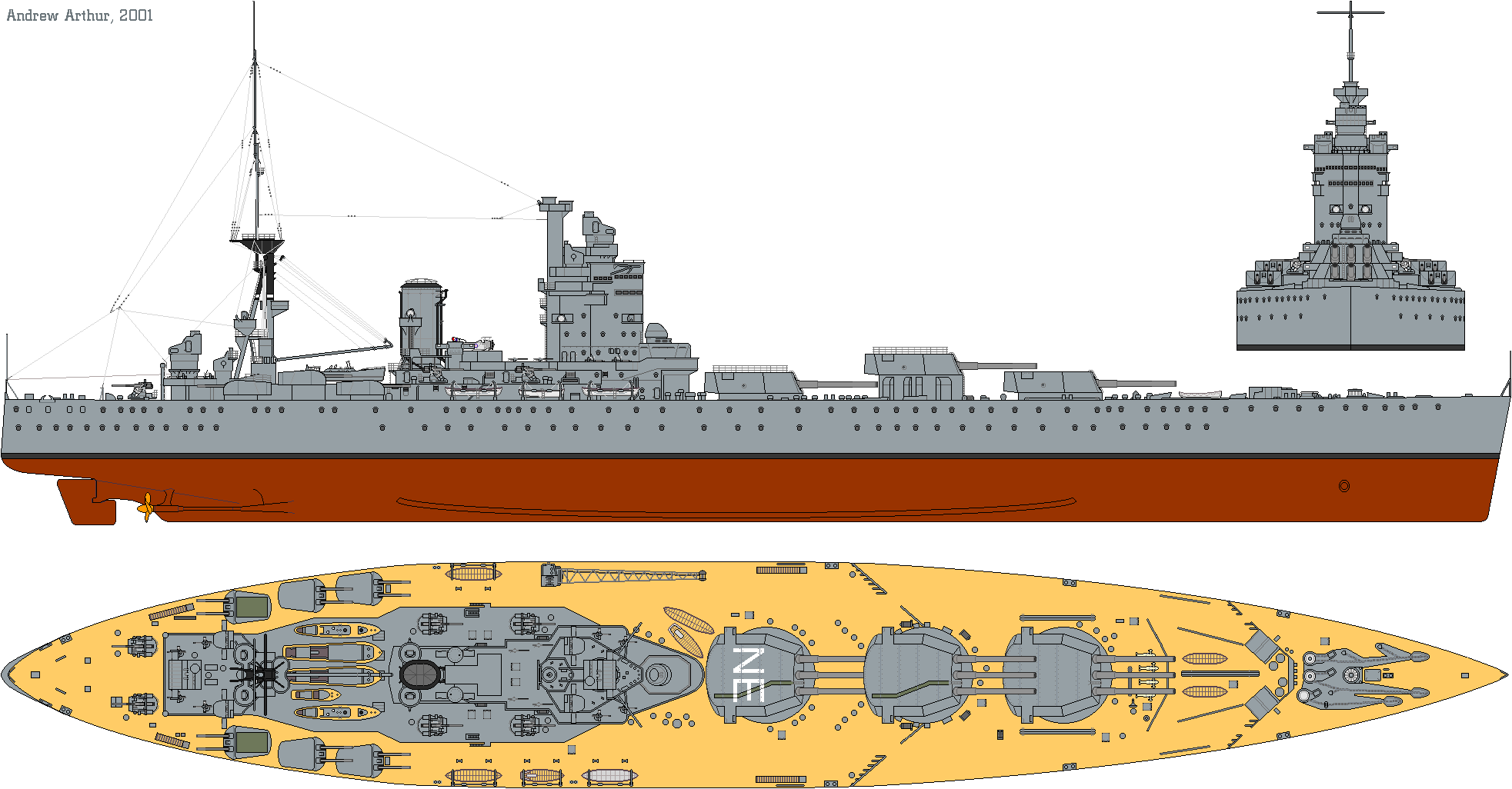
A Nelson háromnézeti rajza

1943 novemberében a Nelson visszatért Angliába, ahol felújításokat végeztek rajta. Egyik leglényegesebb újítás a légvédelmi fegyverzet kibővítése volt. Mikor ismét szolgálatba állt, a normandiai partraszállásban  segédkezett, de 1944. június 18-án aknára futott. A sérüléseket a pennsylvaniai Philadelphiában hozták rendbe. 1945 januárjában ismét visszatért az Egyesült Királyságba, majd nem sokkal később az Indiai-óceánra rendelték. Júliusban el is érte a ceyloni Colombo városát. Ezt követően 3 hónapig Malajzia partjainál teljesített szolgálatot. Az ott harcoló japán csapatok a Nelson fedélzetén írták alá a fegyverletételt.
1945 novemberében a csatahajó a Honi Flotta zászlóshajójaként tért haza. 1946 júliusában kiképzőhajóként állították szolgálatba, majd 1948 februárjában kivonták a hadrendből. A II. világháborút követően a brit haditengerészet terveket készített a Nelson teljes körű átépítésére és modernizációjára, ennek során új felépítményeket, hajtóművet, másodlagos és légvédelmi fegyverzetet kapott volna, azonban végül az elképzeléstől a magas költségek miatt elálltak. 1948-at követően a csatahajót néhány hónapig a Királyi Légierő bombázó gyakorlatai célpontjaként használta, majd 1949. március 15-én, Inverkeithingben szétbontották azt.

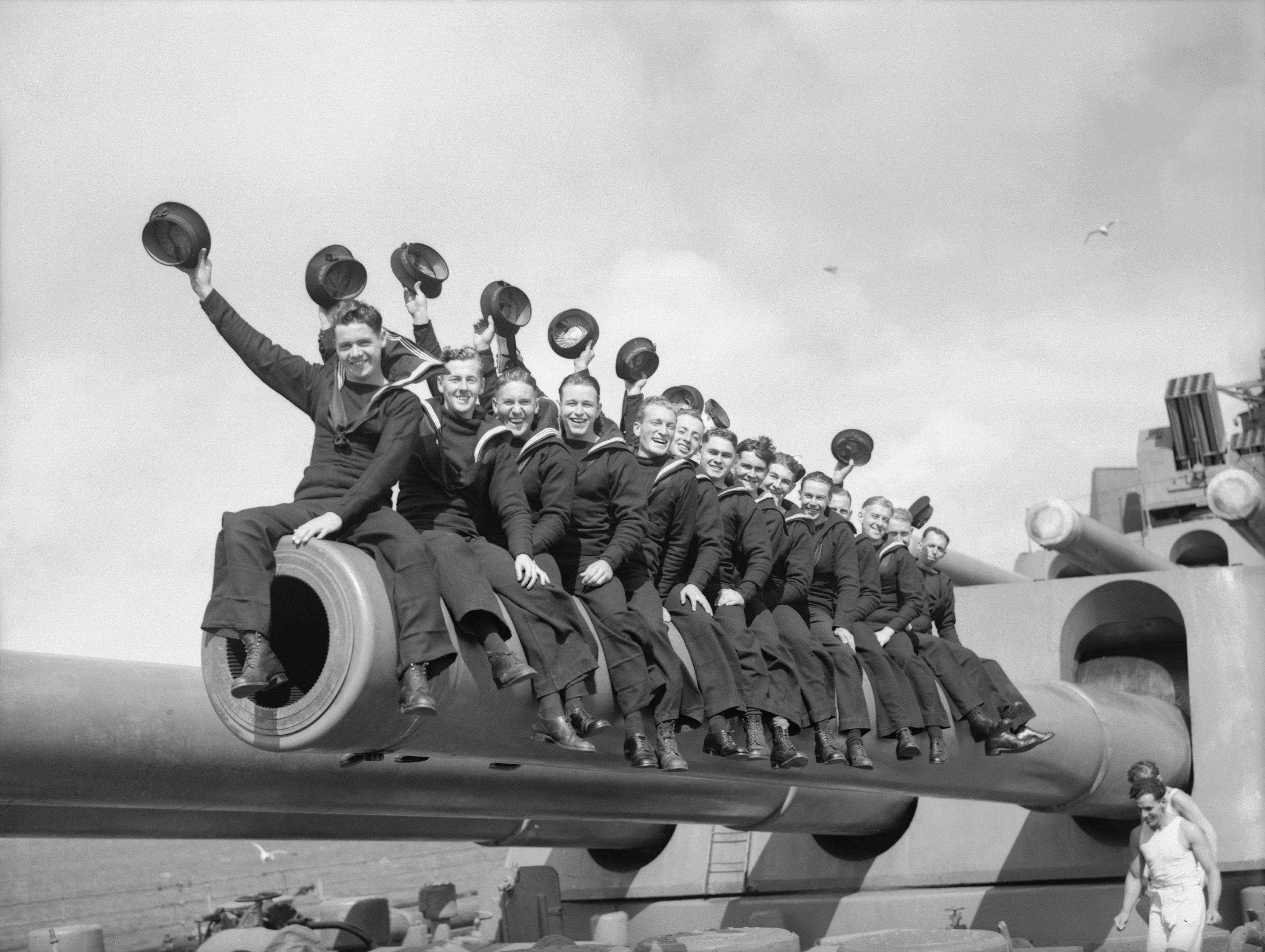
A HMS Nelson 406 mm-es ágyúin pózoló tengerészek.

## Külső hivatkozások
- A Királyi Haditengerészet története, a HMS Nelson (Angol)
- HMS Nelson weboldal (Angol)